# Калини (Тячівський район)

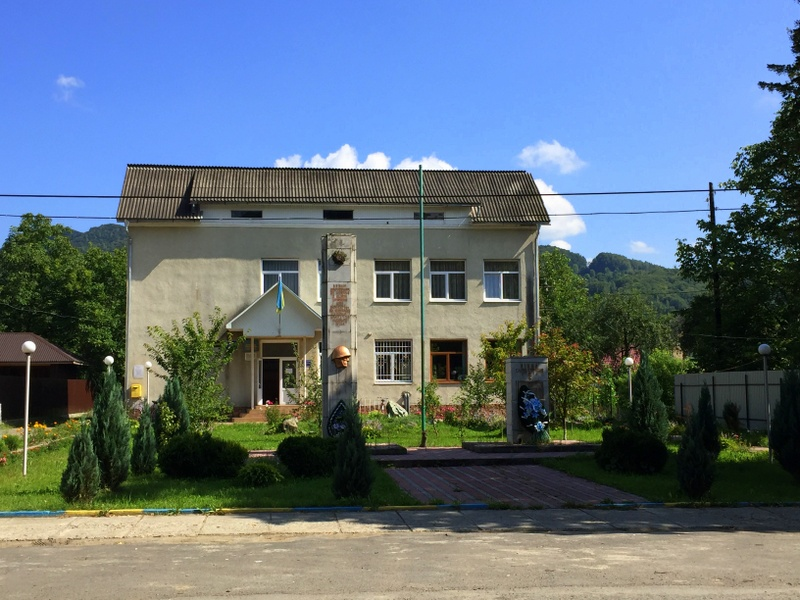
Сільрада в Калинах

Ка́лини — село в Україні, у Закарпатській області, Тячівському районі. Село розкинулося в долині річки Тересви за 36 км на північний схід від Тячева (районного центру). Через село проходить автодорога Тересва — Усть-Чорна. Населення складає понад 5 тисяч осіб.

## Географія

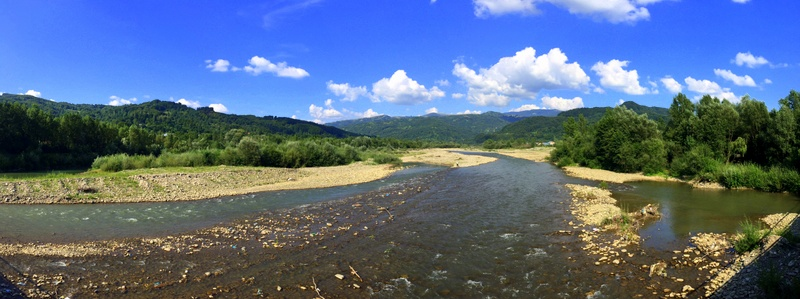
Річка Тересва в с. Калини

Село перетинає навпіл гірська річка Тересва. Калини оточують гори Плеша, Качулка, Климбак.
У селі струмок Великий та річка Слани впадають у Тересву.

## Легенда про назву села
Давно, дуже давно те було, коли на місці теперішнього села Калин жив один господар. Називали його Данилом. А жив він під горою, що зветься Плеша. Данило як прийшов до Калин, то оженився. У нього був один син Семен.
За місцевою легендою на горі Плеша жили розбійники. Там в землянці вони мали свою криївку. Старшого розбійника звали Іваном Жуганаром, котрий був родом з Румунії. Коли розбійники прийшли на Плешу, то привели з собою дівку, котра їм готувала їсти. Дівку ту називали Калиною.
Розбійники воювали по цілій околиці. А коли поверталися зі своєю багатою здобиччю, не забували про свого вірного товариша Данила. Ідуть попри хижу, зайдуть до Данила й гостять до рана.
Отак розбійники воювали за двадцять років. Але їх пильнували вже люди з цілої Тересівки. Розбійники бачили, що не можуть далі вільно мандрувати, й почали збиратися собі геть. Як одходили з Плеші, взяли із собою й Калину, а коли зайшли в село, що вже розрослося, та переходили через цвинтар, подумали собі, як Калина буде з ними, коли самі не знають, де будуть. Але коли Калина піде від них, то видасть їх... Тоді Жуганар забив Калину. Від того часу й село звуть Калинами.

## Історія

### Витоки
В околицях села в 1863 році знайдено бронзовий скарб, у складі якого знахожилися мечі, браслети, бронзові пояси, датується епохою пізньої бронзи. Другий бронзовий скарб з трьох бойових сокир того часу знайдено в 1932 році.
Перша письмова згадка про село датується 6 листопада 1405 року в Мараморошській грамоті, у якій вказано, що король Жигмунд зареєстрував до складу своїх володінь поселення Калини. Село належало родині Долгаї. Маєток пізніше був переданий родині Корніс з філією Долгая.

### У складі Чехословаччини
Через будівництво вузькоколійної залізниці у селі, розпочалося різке зростання промисловості та торгівлі. Одночасно із вузькоколійкою велася побудова шосейної дороги. У 1924 році утворилася місцева організація Комуністичної партії Чехословаччини. В 1932 році громада провела збори та протест проти масового безробіття. Акцію протесту придушили силами жандармерії.
Місцевий піп з кацапсько-мадяронською орієнтацією і збаламучені ним селяни в березні 1939 р. арештували діяча Карпатської України доктора Росоху і трьох студентів торговельної школи з наміром видати мадярам, однак вояки Карпатської Січі звільнили їх.

### Радянська влада
22 жовтня 1944 року село Калини зайняла Червона армія. На честь воїнів, які загинули в часи Другої світової війни споруджено Обеліск слави, який і досі стоїть перед сільською радою. В післявоєнний період у 1950 році у селі перебувала 2-га бригада колгоспу ім. Калініна (садівництво та тваринництво), за якою було закріплено 1115 га земель.

### Часи незалежності України
В роки незалежності України деревообробна галузь стала найголовнішою в селі. Також люди мають сезонний підробіток на збиранні чорниць.
У 1998 році та у 2011 році село зазнало значної шкоди від паводків.
У 2016 році, у рамках декомунізації перейменовано декілька вулиць у Калинах: вулицю Калініна на вулицю Калинову, Комсомольську — на вулицю Федора Корятовича, Жовтневу — на вулицю Едмунда Бачинського, а вулицю Леніна — на вулицю Джона Леннона.

## Присілки
Заріка
Заріка - колишнє село в Україні, в Закарпатській області.
Обєднане з селом Калини рішенням облвиконкому Закарпатської області №155 від 15.04.1967
Перша згадка у 1898: Zarikó (Tulviz) (Hnt.), інші згадки 1900: Tulviz (Hnt.), 1904: Zárikó, Túlvíz (Lelkes 68), 1907: Túlvíz (Hnt.), 1913: Túlvíz (Hnt.), 1944: Túlvíz, Зарека (Hnt.), 1967: Зарика (ZO).
в селі функціонує школа, бібліотека та сільський музей. Поруч у Нижня Заріка - храм і скит св. Дмитра Солунського, 1949 р.
Сухий
Сухий - колишнє село в Україні, в Закарпатській області.
Обєднане з селом Калини рішенням облвиконкому Закарпатської області №155 від 15.04.1967
1898: Szuchi (Hnt.), 1900: Szuchi (Hnt.), 1967: Сухий (ZO)
Камарзан
Камарзан - колишнє село в Україні, в Закарпатській області.
Обєднане з селом Калини
Згадки: 1387: Kamarzanfalwa), 1418: Comorzanfalwa, 1483: Kamarzanfalwa
Великий
Великий - колишнє село в Україні, в Закарпатській області.
Обєднане з селом Калина
Згадки: 1898: Velikej, 1900: Velikej

## Пам'ятки архітектури

### Церкви

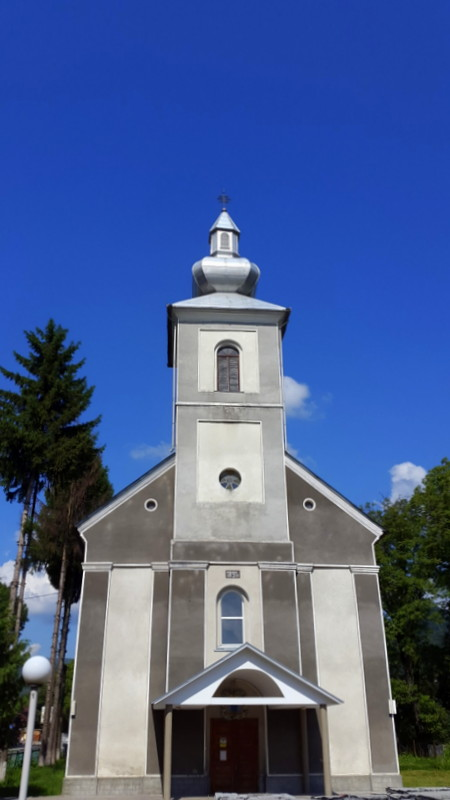
Греко-католицька церква Покрови пресвятої Богородиці. Вид на головний вхід

У 1751 році в селі побудували дерев'яну церкву Архістратига Божого Михайла. В середині 1920-х років споруду, за свідченням о. С. Бендаса, спалили через міжконфесійне протистояння.
А в 1861 році розпочали будівництво церкви Покрови пресвятої Богородиці, яку в 1891 році освятили і почали вести в ній богослужіння. Ще одну дерев'яну церкву — православну — почали зводити у 1930 році, а в 1935 році будівництво завершили.
Станом на 2016 рік в селі є дві церкви — православна та греко-католицька.

### Музей
В селі є краєзнавчий музей «Калини 3 в 1», який відкрив у власній оселі мешканець Калин Ю. І. Куцин (Дід Медовик). Все зроблене власноруч з металу, каменю та дерева. Близько 2000 експонатів були знайдені на горищах та у підвалах. В колекцію входять музичні інструменти, зброя, гуцульський одяг, предмети побуту, посуд, прикраси і т. д. Є також картинна галерея із 50-ти картин.

## Освіта

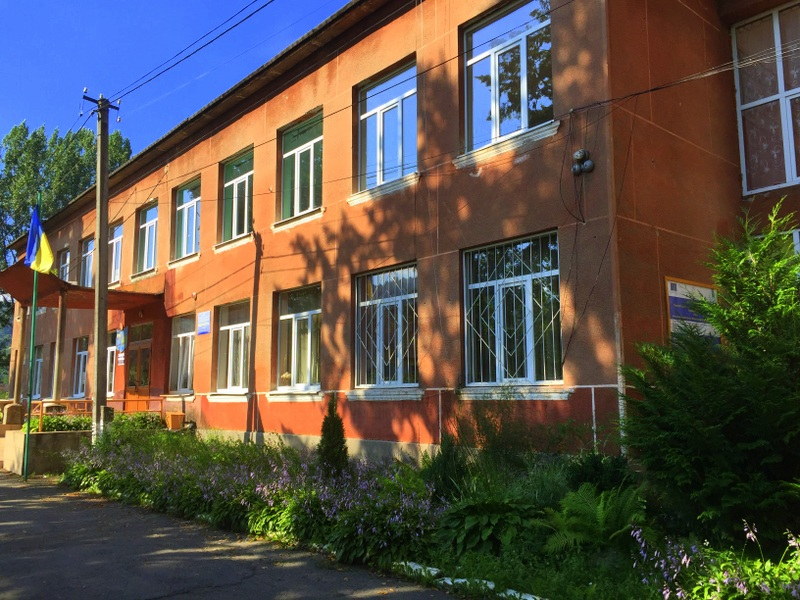
Загальноосвітня школа в Калинах

За усними відомостями перша школа відкрилася в Калинах на початку ХХ століття за часів панування Австро-Угорщини. Спочатку класів було лише чотири і навчання велося державною мовою, якою на той час була угорська. Діяла ця школа до 1918 року. А коли Австро-Угорщина розпалася і Закарпаття перейшло до Чехословацької Республіки, у школі сталася реорганізація. Навчання проводилось на румунській мові у 8-ми класах. На початку 50-х років в школі навчалося 400 учнів і працювало 20 педагогів. Через такий об'єм та навчання у дві зміни, добудували приміщення школи нового типу.
1966 року школа стала середньою, а після розпаду Радянського союзу — загальноосвітню І-ІІІ ступенів.

## Туристичні місця
- В околицях села в 1863 році знайдено бронзовий скарб, у складі якого знахожилися мечі, браслети, бронзові пояси, датується епохою пізньої бронзи.
- бронзовий скарб з трьох бойових сокир того часу знайдено в 1932 році.
- краєзнавчий музей «Калини 3 в 1»
- храм Покрови пресвятої Богородиці, яку в 1891 році освятили
- Туристи можуть приїжджати в будь-яку пору року. Влітку, щоб покупатися в річці та сходити в гори. А взимку, щоб покататись на санчатах та лижах. Працює гірськолижний витяг бугельного типу довжиною 260 м, з довжиною траси — 300 м і перепадом висоти 25 м.

## Відомі люди
У Калинах 13 червня 1880 р. народився громадсько-політичний діяч Підкарпатської Русі, мер Ужгороду початку 1920-х років, міністр внутрішніх справ першого підкарпатського уряду в 1938 році, багаторічний сенатор Чехословацького парламенту Бачинський Едмунд Степанович.
Також видатними уродженцями села є знаний закарпатський художник-графік Бедзір П. Ю., член Національної Спілки художників України; художники Черевко Н. П., Куцин І. І., Герич Т. М.; закарпатський історик-фольклорист, автор збірки «Квітка Верховини» Бойчук Ю. І..

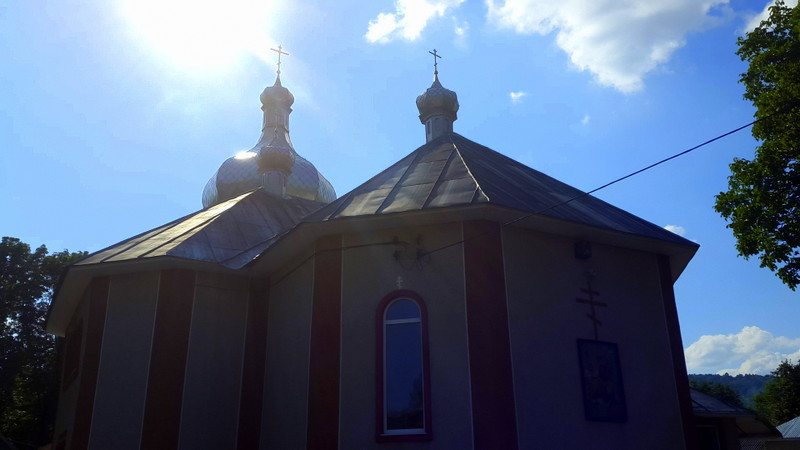
Православна церква у Калинах
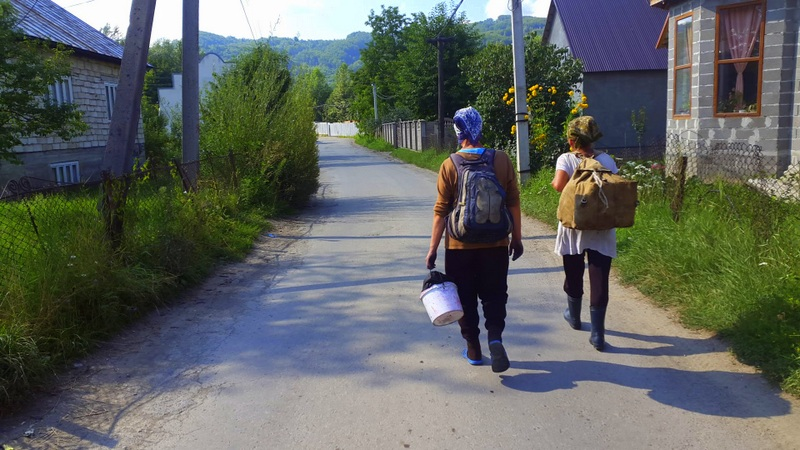
Жінки повертаються із полонини додому
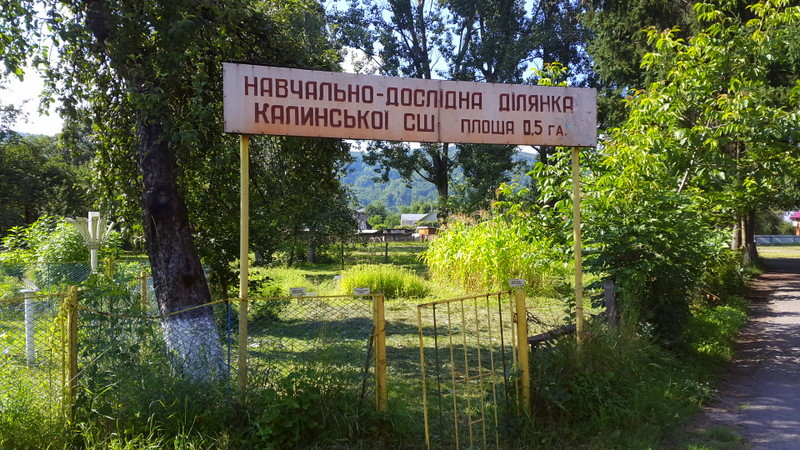
Дослідницький майданчик на території Калинської ЗОШ
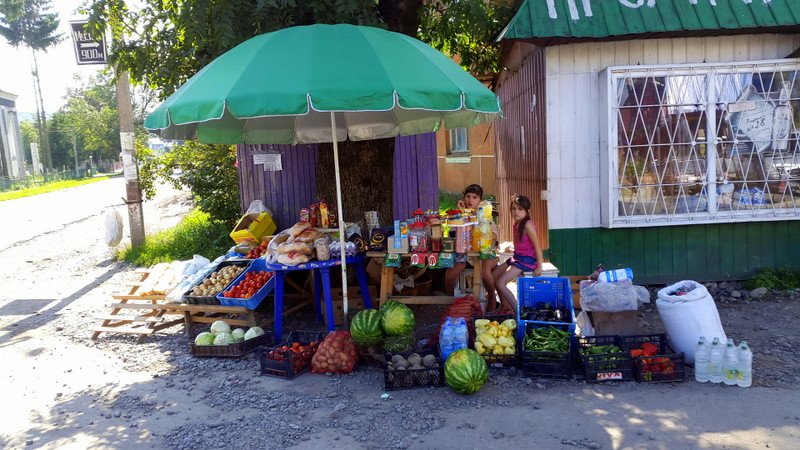
Підприємливі селяни
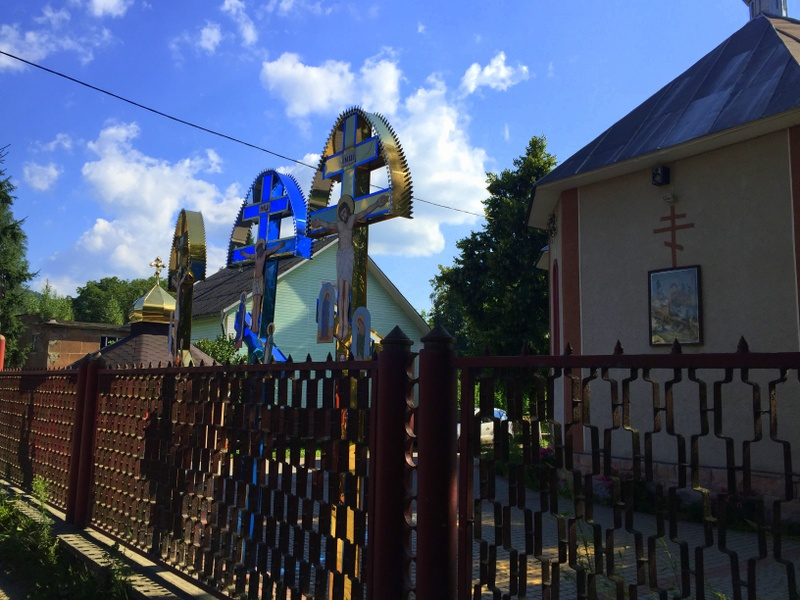
Три хрести православної церкви
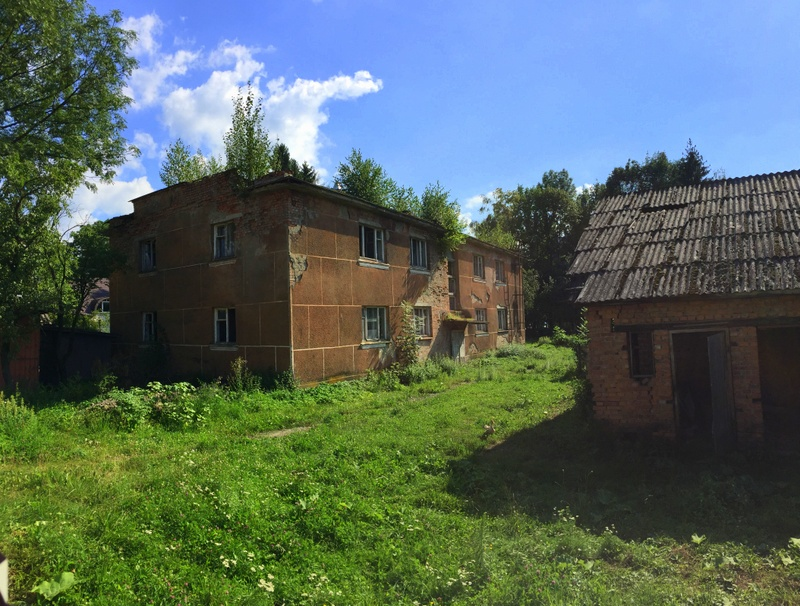
Колишній гуртожиток для вчителів
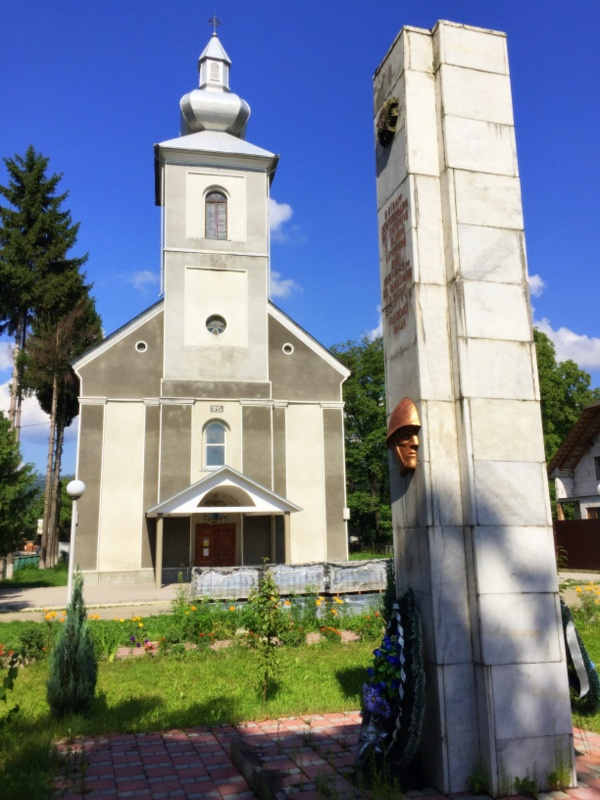
Церква Покрови пр. Богородиці в Калинах